# Scaër

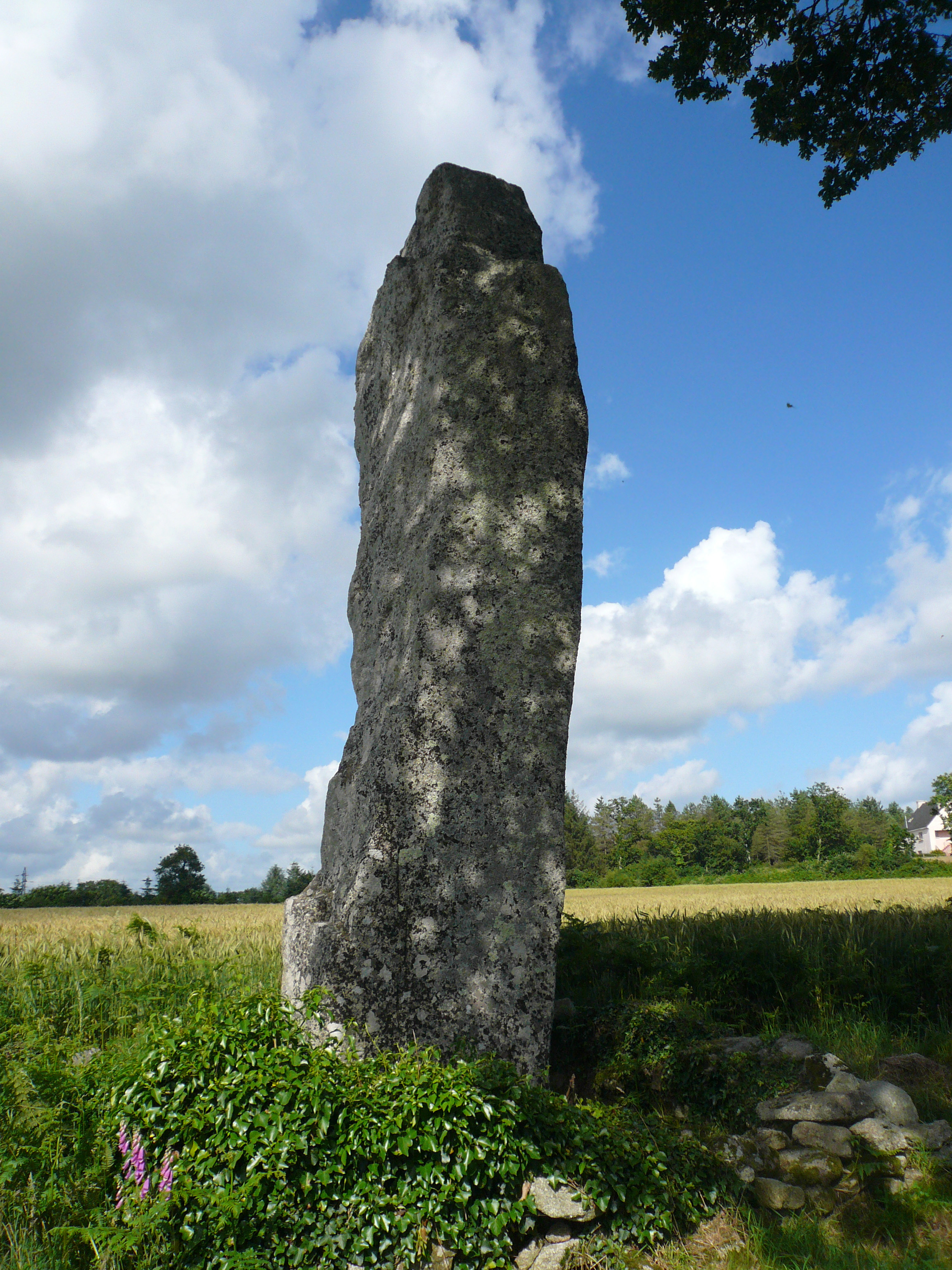
Menhir Saint-Jean

Scaër (bretonisch Skaer) ist eine französische Gemeinde mit 5197 Einwohnern (Stand 1. Januar 2022) im Département Finistère in der Region Bretagne. Quimper, die Hauptstadt der Cornouaille liegt 30 Kilometer westlich, Brest 70 Kilometer nordwestlich und Paris etwa 460 Kilometer östlich.
Bei Quimperlé und Pont-Aven befinden sich die nächsten Abfahrten an der Europastraße 60  (Nantes-Brest) und in Quimperlé, Bannalec und Rosporden gibt es Regionalbahnhöfe.
Bei Lorient, Brest und Rennes befinden sich Regionalflughäfen.

## Bevölkerungsentwicklung
| Jahr                       | 1962 | 1968 | 1975 | 1982 | 1990 | 1999 | 2010 | 2017 |
| Einwohner                  | 7176 | 6999 | 6556 | 6968 | 5555 | 5267 | 5290 | 5380 |
| Quellen: Cassini und INSEE |      |      |      |      |      |      |      |      |

## Sehenswürdigkeiten
- Kirche Sainte-Candide
- Kapelle Notre-Dame de Pencern
- Kapelle Plaskaër
- Kapelle Saint-Adrien
- Kapelle Saint-Guénolé
- Kapelle Saint-Paul
- Menhir Saint-Jean

Siehe auch: Liste der Monuments historiques in Scaër

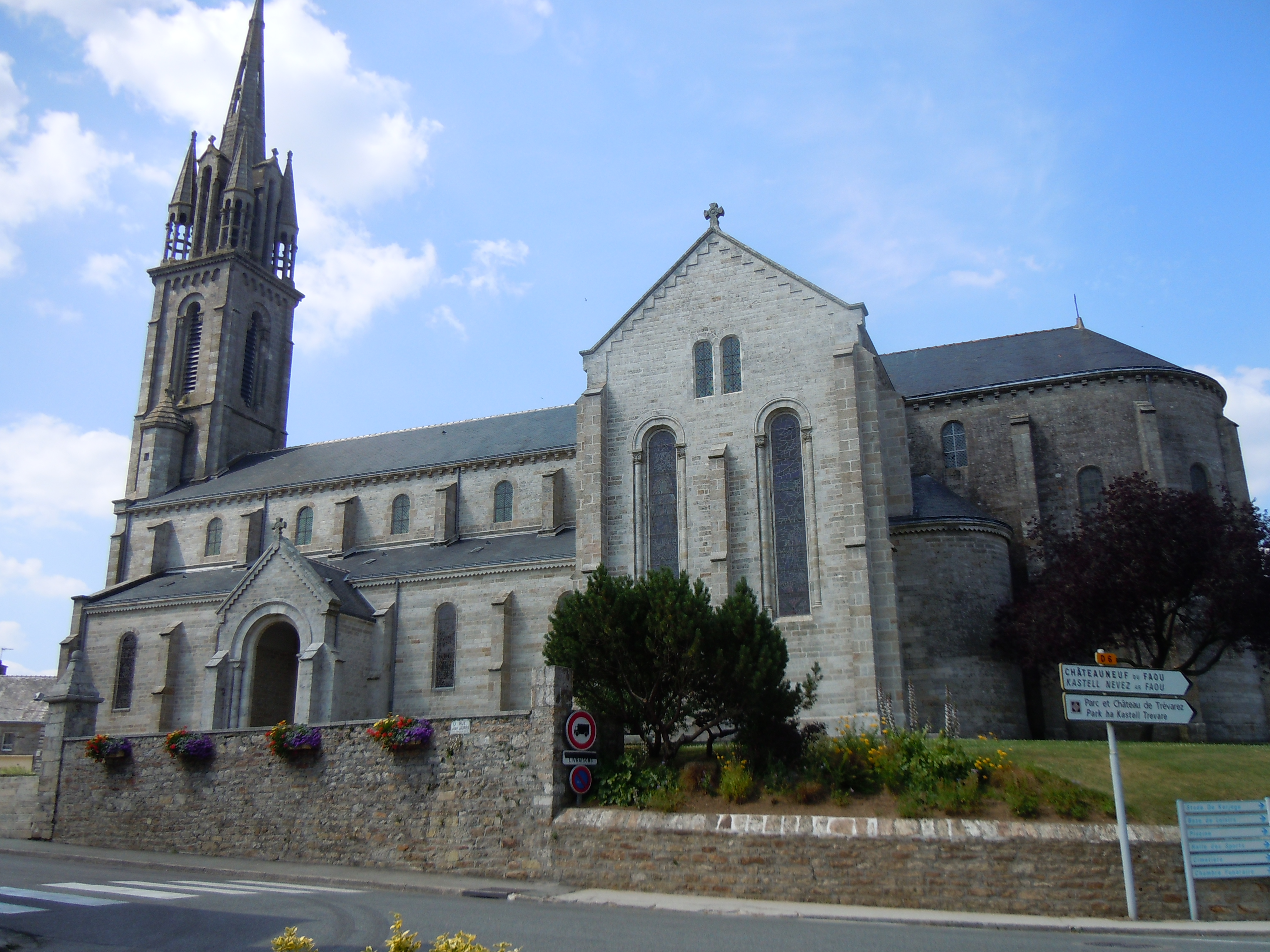
Kirche Sainte-Candide
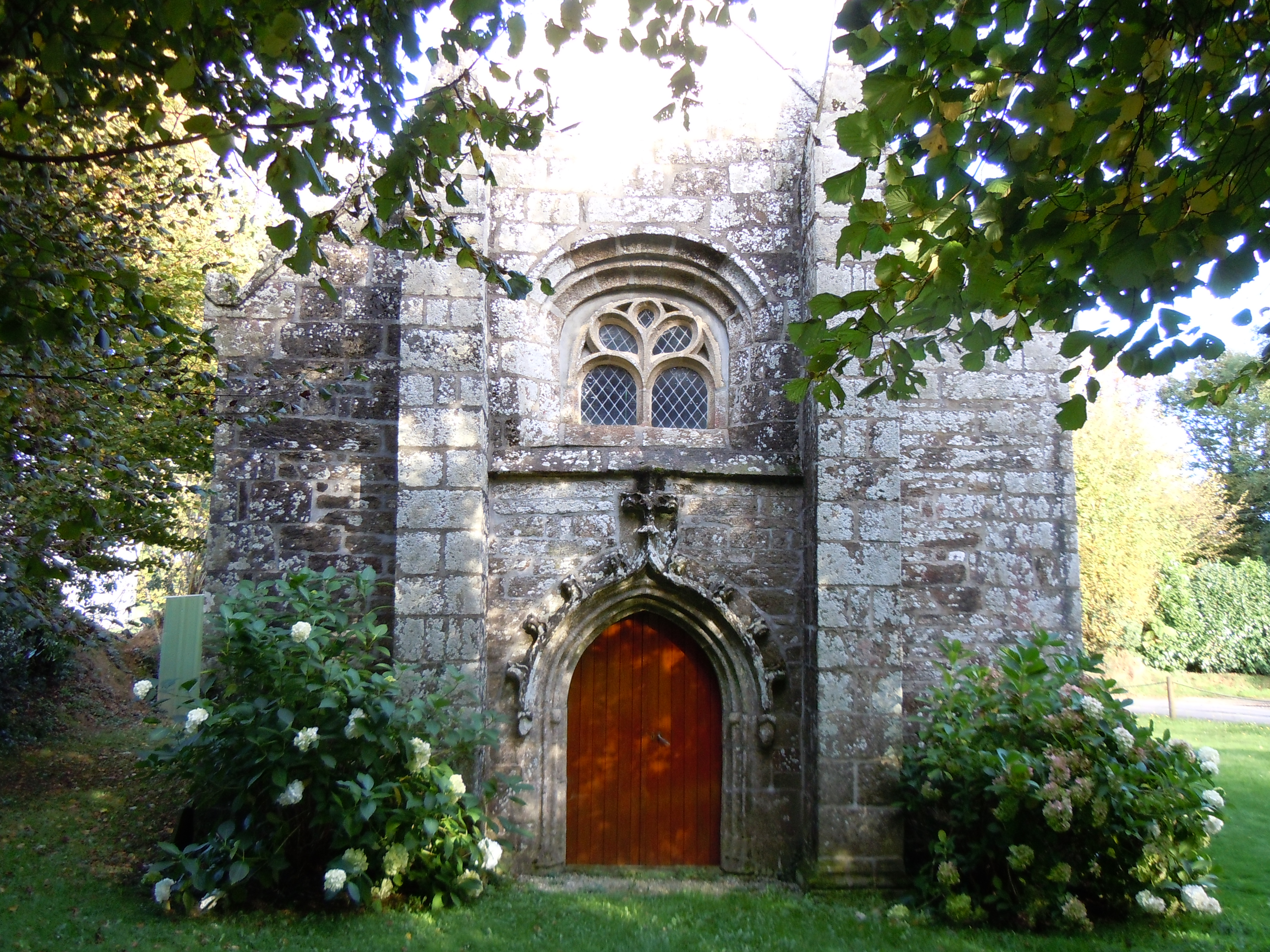
Kapelle Notre-Dame de Penvern
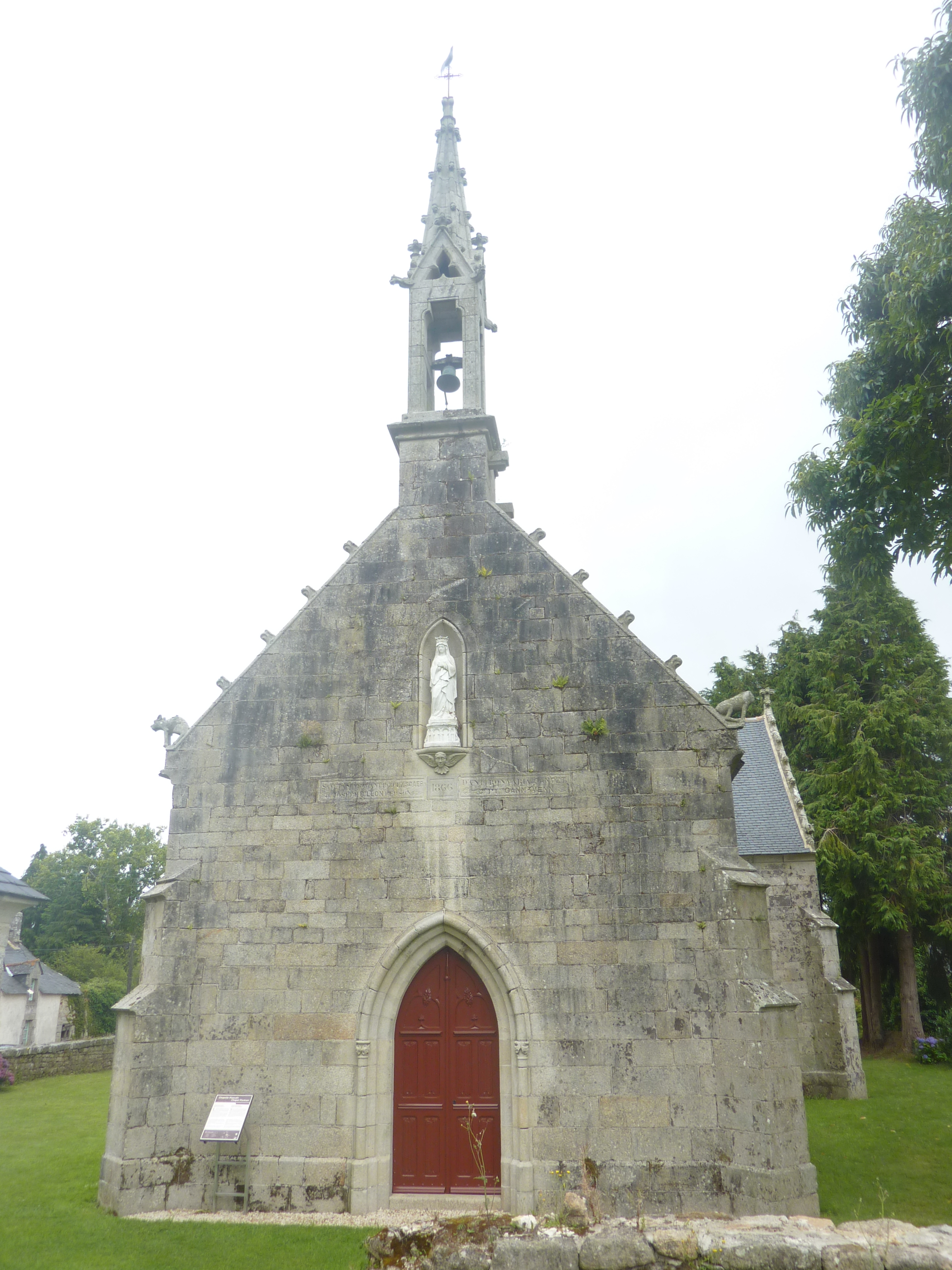
Kapelle Plaskaër
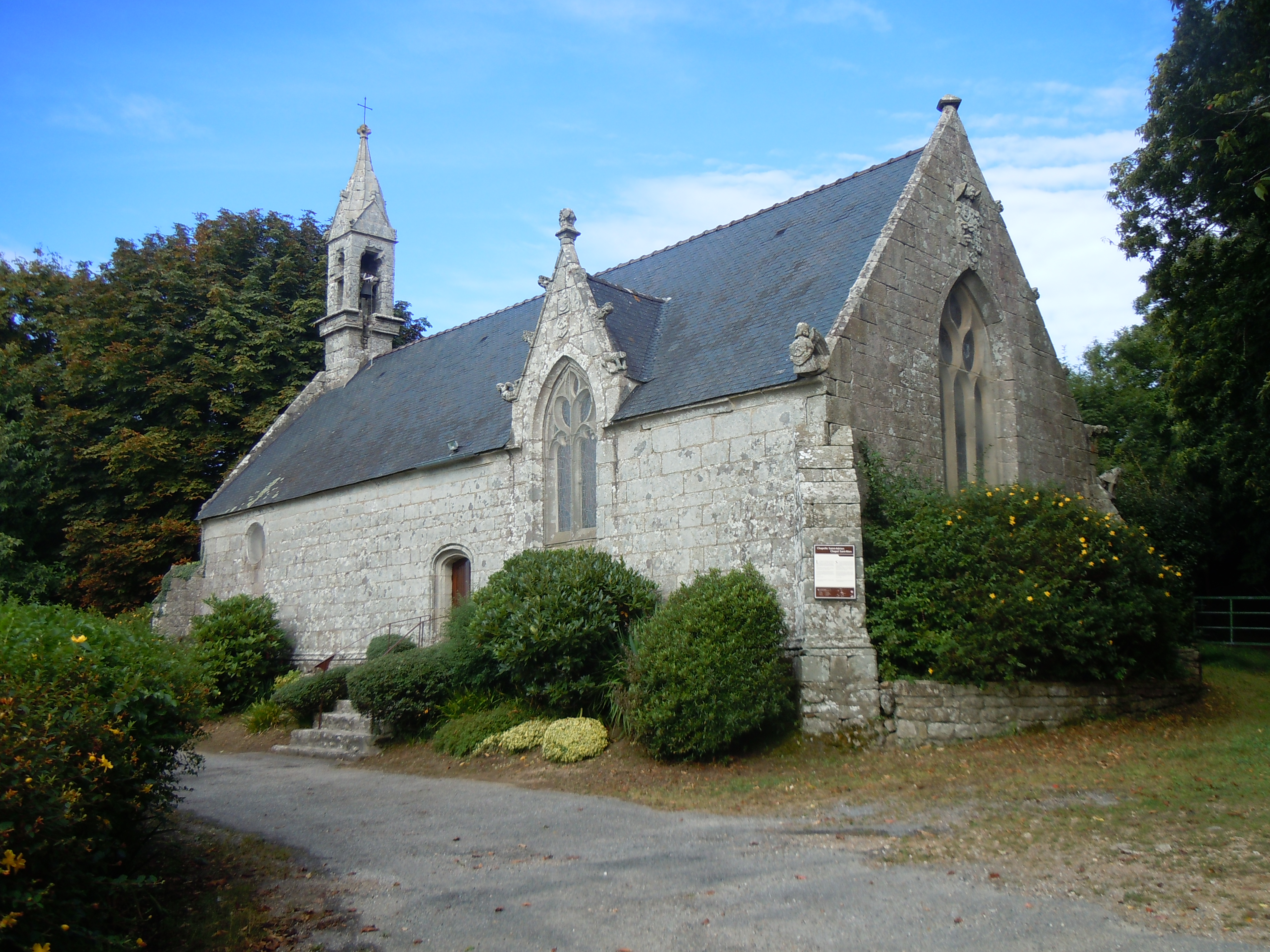
Kapelle Saint-Adrien
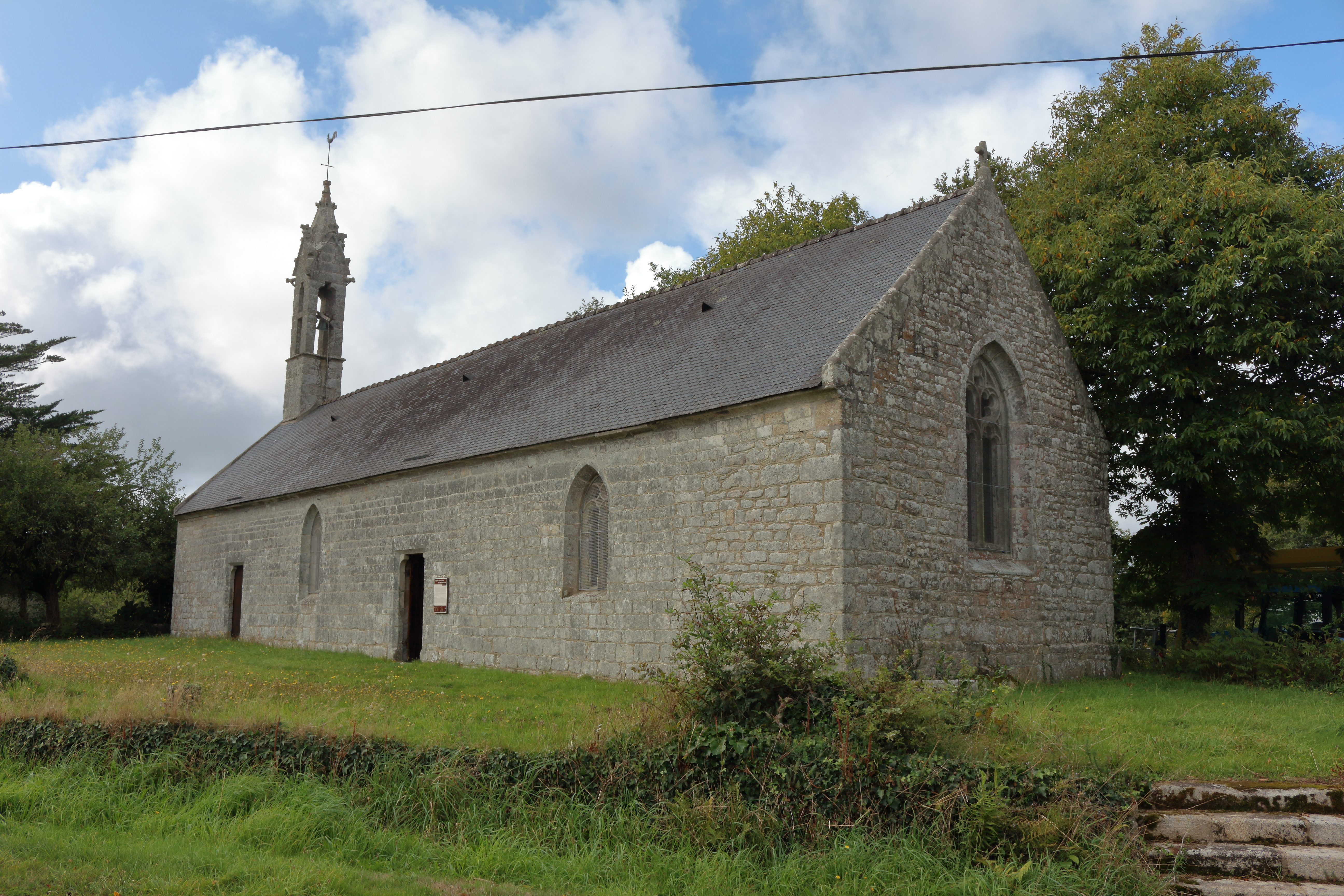
Kapelle Saint-Guénolé
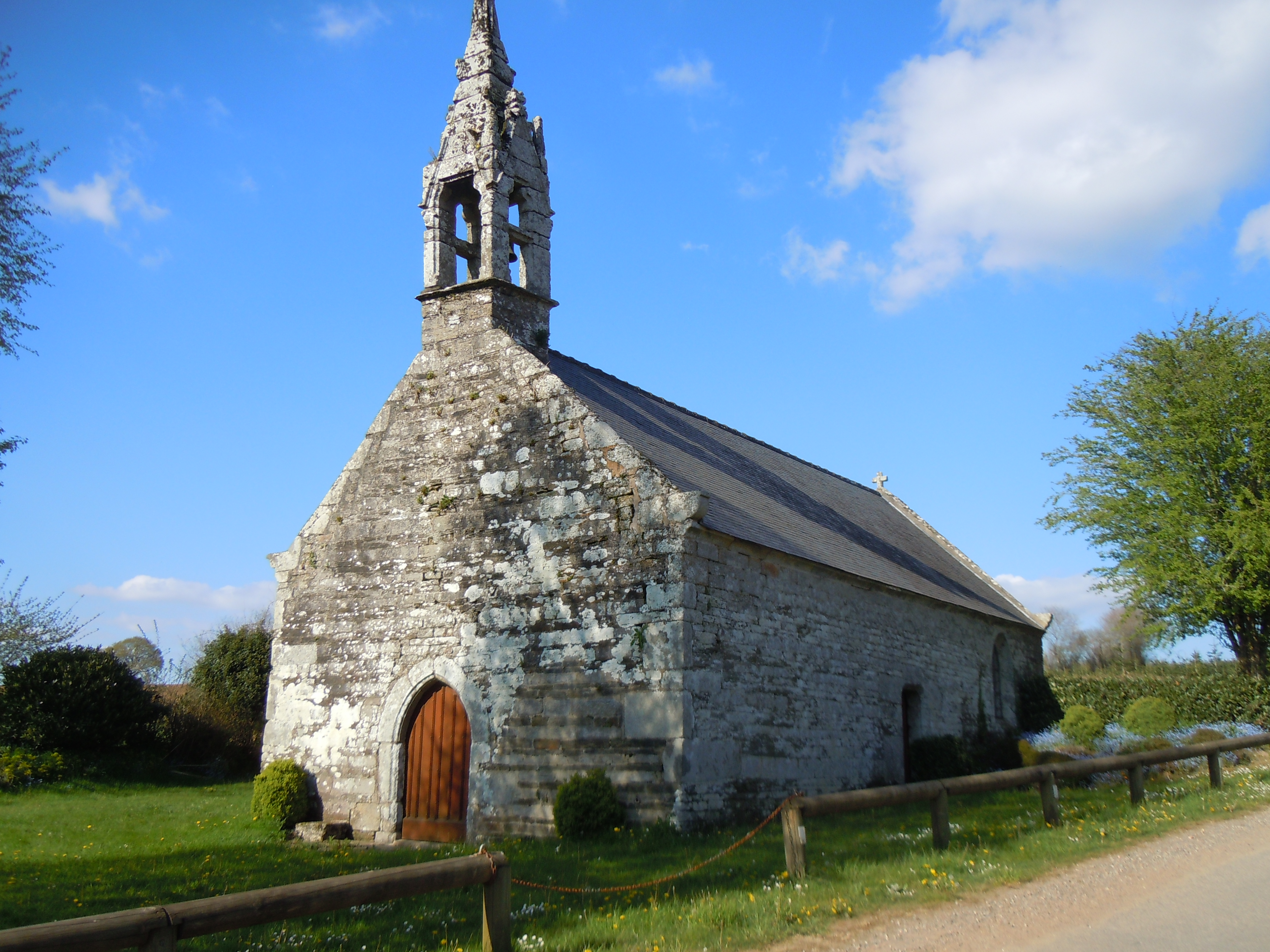
Kapelle Saint-Paul
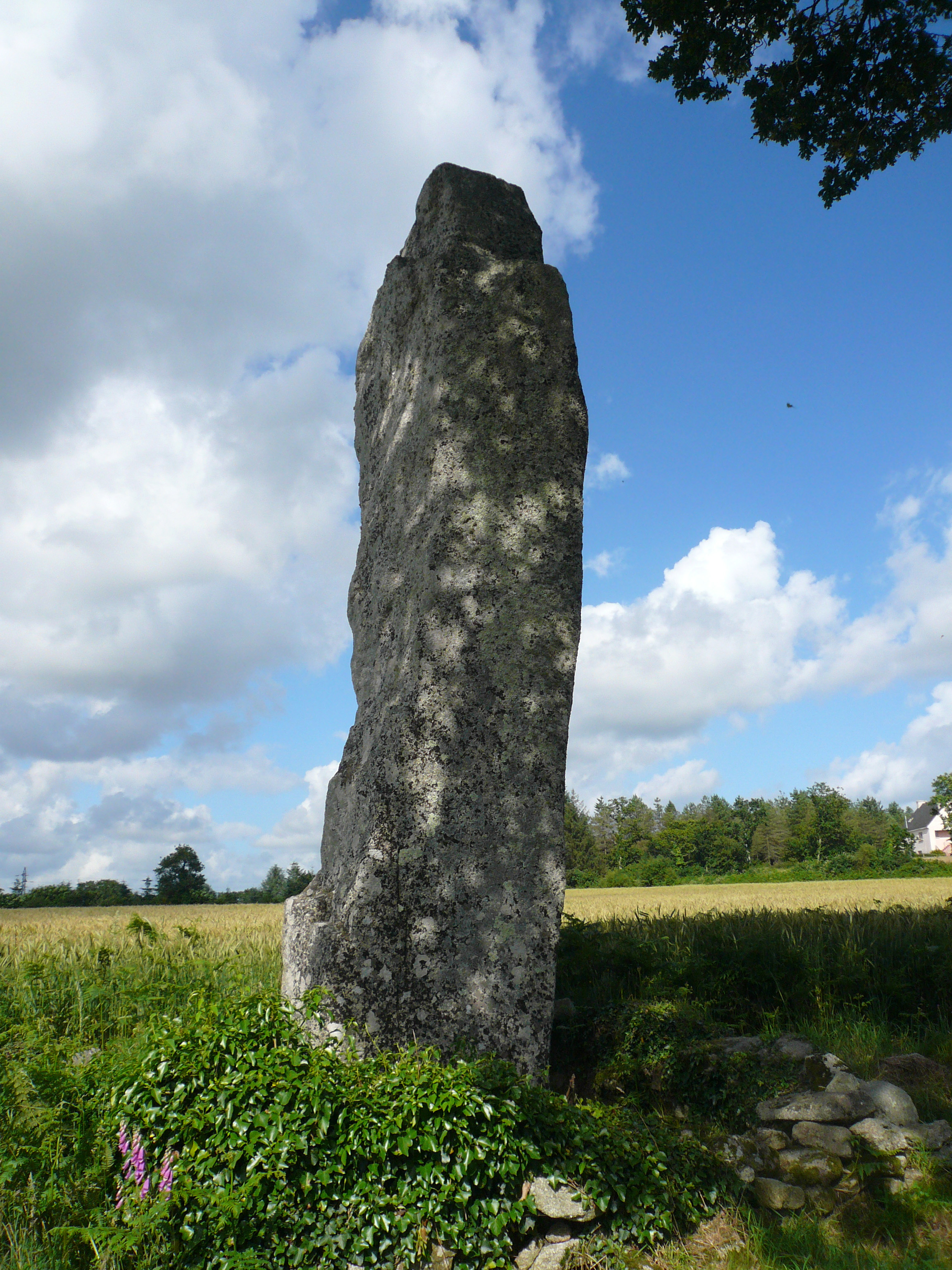
Menhir Saint-Jean